# 海難1890
『海難1890』（かいなん いちはちきゅうぜろ）は、2015年制作の映画。日本とトルコの友好125周年を記念して、合作及び朝日放送創立65周年記念作品第2弾、BSフジ開局15周年記念作品として制作された。
1890年に起きたエルトゥールル号遭難事件と、イラン・イラク戦争（1980年開戦、1988年停戦）の最中の1985年に、テヘランに取り残された日本人の救援のため、トルコ政府が救援機を飛ばして救出した出来事の顛末を描く。
エルトゥールル号海難事故編は、事件が起きた現地である和歌山県東牟婁郡串本町で撮影が行われた。

## ストーリー

### エルトゥールル号海難事故編

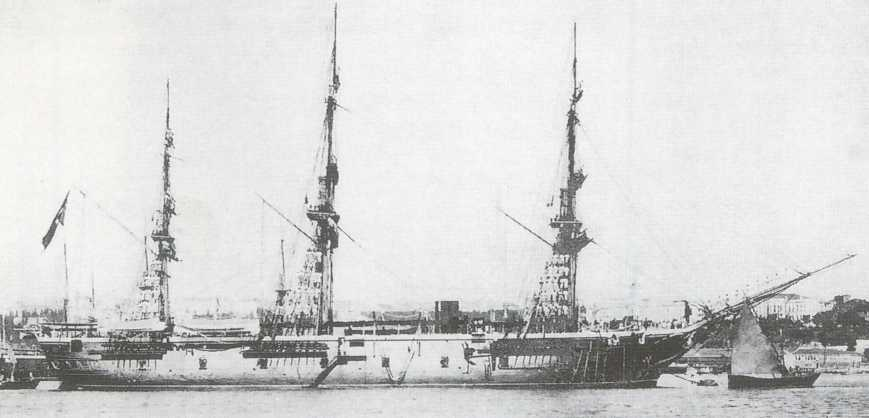
エルトゥールル号

明治22年（1889年）7月、トルコ帝国は大日本帝国への親善使節団を派遣することになり、ムスタファ機関大尉ら600名の軍人がエルトゥールル号に乗り込み出航した。老朽化の進むエルトゥールル号での外洋航海には不安の声もあったが、エルトゥールル号は明治23年（1890年）6月、無事に日本に到着し、使節団は明治天皇への謁見を果たした。しかし、艦内でコレラに感染した乗組員が出たため帰国の延期を余儀なくされる。艦内では士気の低下を防ぐため、甲板でレスリングを催し、そこでムスタファは機関室のベキル兵曹と友情を結ぶ。
明治23年（1890年）9月15日、エルトゥールル号は横浜港を出航し帰国することになった。しかし、折りしも日本には台風が到来しており、翌16日夜、エルトゥールル号は紀伊大島沖で座礁してしまう。座礁の影響で機関室に海水が流れ込み水蒸気爆発の危険が高まり、ベキルはムスタファに乗組員に退艦を促すように伝える。ムスタファは機関室を後にし甲板に向かうが、間もなく機関室はベキルたちを巻き込み爆発を起こし、エルトゥールル号は沈没する。同じ頃、爆発音を聞いた紀伊大島・樫野の村民たちが岸壁に向かうと、そこにはエルトゥールル号の乗組員の遺体が打ち上げられていた。村民たちは台風の中を総出で救助に当たり、医師の田村元貞は助手のハルと共に負傷者の手当てに奔走する。

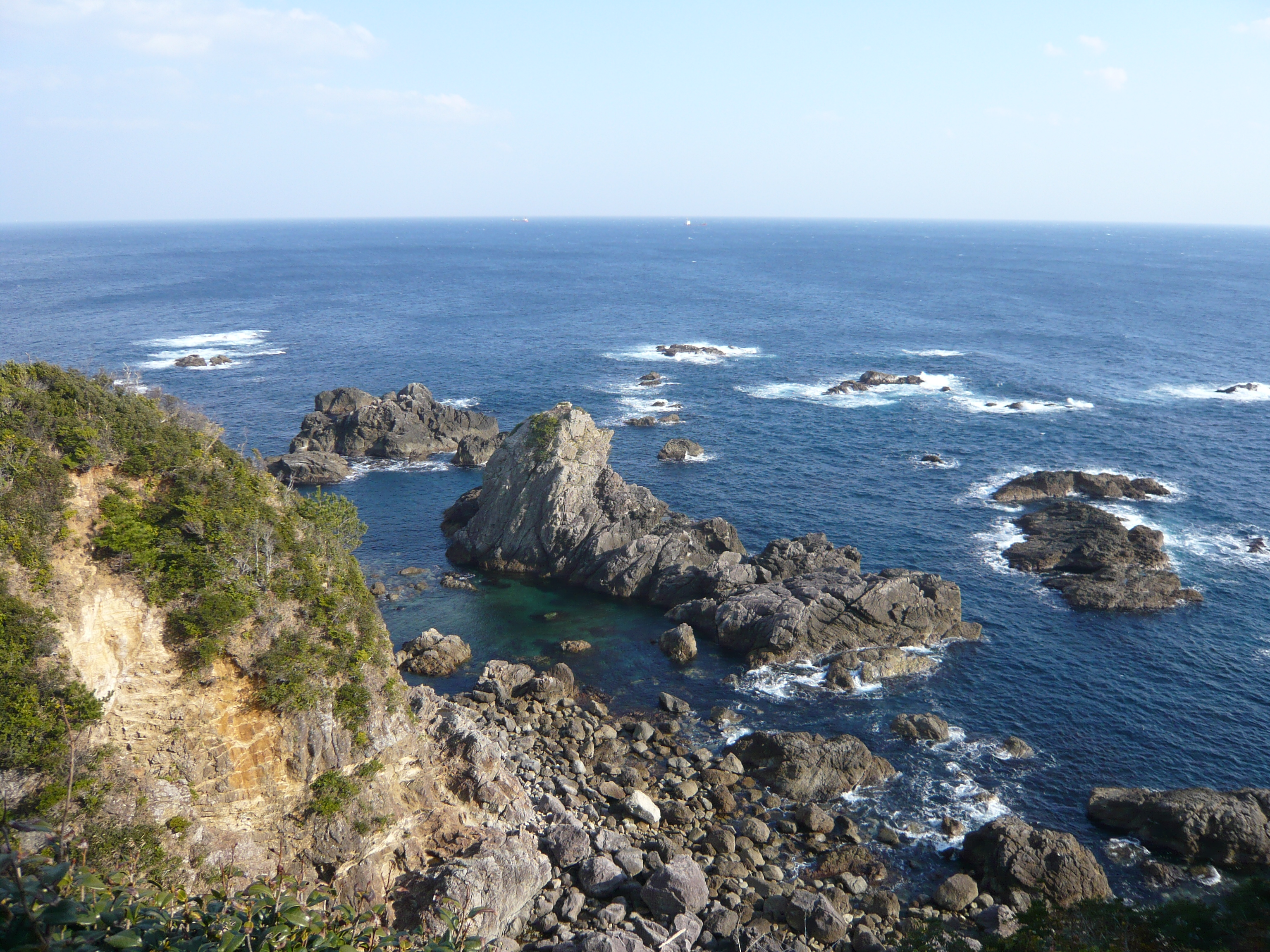
エルトゥールル号座礁現場

翌日、目を覚ましたムスタファは、ベキルや提督のオスマン・パシャ以下500名以上の死者が出たことを知り、生き残ってしまった罪悪感に苛まれ、生存した乗組員たちに怒りをぶつけてしまう。そんなムスタファを見た田村は、ハルにムスタファの世話を任せる。十数日後、日本の要請を受けたドイツ軍艦が樫野に到着し、生存者を神戸に搬送する。村民たちは回復した乗組員との別れを惜しみ、乗組員たちは敬礼を以て村民たちの誠意に応えた。
ムスタファは遺留品回収のため樫野に残ることになったが、保管場所から遺留品がなくなっていることに気付く。ムスタファは村民が金目当てに盗んだと思い、村長の佐藤に抗議するが、田村に案内された場所に向かうと、そこでは村民たちが血塗れになった遺留品を洗って血を落としていた。田村は「血塗れのまま遺族に手渡したら遺族がどう思うか」と問い掛け、さらに、村民たちが自分たちの生活を投げ打って乗組員たちの救助や遺留品の回収をしていることを告げる。村民たちの気持ちを知ったムスタファは、村民たちへの感謝の念を抱くようになる。数年後、遺留品の回収を終えたムスタファは帰国することになった。田村はムスタファに「真心を忘れないで欲しい」と告げ、別れの挨拶を交わす。

### テヘラン邦人救出劇編

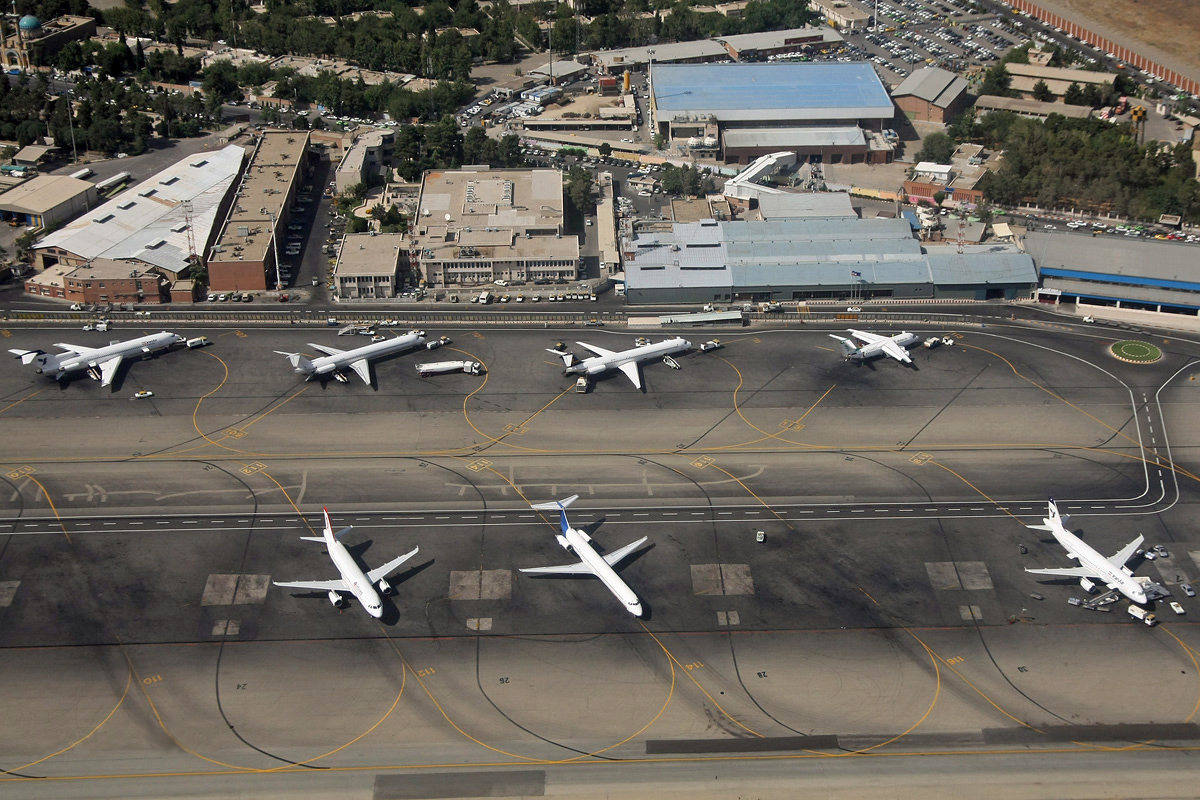
メヘラーバード国際空港

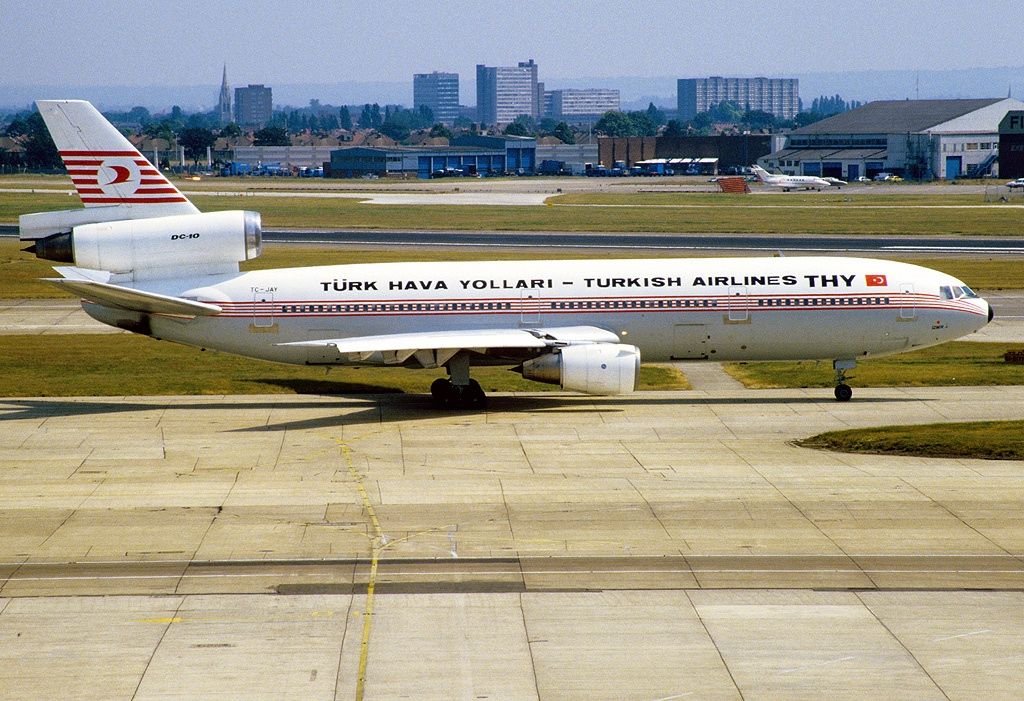
日本人を運んだトルコ航空のDC-10イズミル号（機体記号TC-JAY）

昭和60年（1985年）、イラク大統領のサッダーム・フセインが停戦合意を破棄したため、沈静化していたイラン・イラク戦争が再び激化した。テヘランにはイラク軍のミサイル攻撃が行われ、人々は攻撃から逃れようと地下壕に避難する。地下壕で日本人学校教師の春海はトルコ大使館の職員ムラトと出会い、彼からお守りを手渡される。日本人学校に戻った春海は、テレビで「48時間後にイラン上空を飛行する飛行機を無差別攻撃する」というフセインの声明を聞き、生徒たちを脱出させるため、校長の竹下と共に日本大使館に向かう。
日本大使館に到着した春海は、大使の野村に脱出用の飛行機の航空券手配を依頼するが、「空路の安全が保障されない」という理由で日本航空が、「国会の承認に時間が掛かる」という理由で自衛隊が救援に来られないと告げられる。他国の航空会社は自国民の救助を優先し、日本人の搭乗を拒否したため、日本人だけが戦場に取り残されてしまう。春海はムラトから渡されたお守りを見て、「トルコに救援を頼んで欲しい」と伝え、野村はトルコ大使に救援を依頼する。野村からの要請を受けたトルコ政府閣僚たちは日本人の救助に反対するが、首相のトゥルグト・オザルは要請を受け入れ、日本人救助のための救援機を手配する。
春海は生徒の木村一家と共にメヘラーバード国際空港へ向かう途中でムラトと再会し、彼の車で空港に向かう。空港に到着した春海は竹下たちと合流するが、そこには救助を待つ大勢のトルコ人たちが詰め掛けていた。搭乗を諦めかけた春海たちのために、ムラトはマフムートたちトルコ人の前に出て「日本人たちを乗せて欲しい」と頼み込む。しかし、マフムートたちは日本人を乗せることに反対し、ムラトの話を聞こうとしなかった。ムラトはトルコ人たちに、「祖先たちは異国の地で絶望に陥った際に救ってもらえた。今、日本人を救えるのはあなたたちだけだ」と告げる。それを聞いたマフムートたちは騒ぐのを止め、日本人たちを飛行機に乗せ始める。「私たちは自動車でトルコに向かう」と告げたマフムートに対し、野村は深々と頭を下げ、春海もムラトに感謝の言葉を伝える。

## キャスト
| エルトゥールル号海難事故編 - 田村元貞 - 内野聖陽 - ムスタファ - ケナン・エジェ - ハル - 忽那汐里 - ベキル - アリジャン・ユジェソイ - アリ・エフェンディ - メルト・アイギュン - アーリ・ベイ - メーメト・オズギュル - オスマン・パシャ - ウール・ポラト - スュレイマン・ベイ - タメル・レベント - ナージ - ジェム・ジュジェノオール - サルキス - エルカン・ペクバイ - セリム - 我楽亭ハリト（本名：ハリト・ムズラックル） - サーリフ - ヤウズ・エルマスタシュオール - ハイリ - オウズ・オズテキン - ヒュセイン - ジャン・アカルン - ハティージェ - メリス・ババダー - お雪 - 夏川結衣 - 工藤 - 竹中直人 - 佐藤 - 笹野高史 - 信太郎 - 大東駿介 - トメ - 小林綾子 - 藤本源太郎 - 小澤征悦 - 直一 - 渡部豪太 - 平次 - 徳井優 - サト - かたせ梨乃 - 万吉 - 川野直輝 - カツ - 三輪ひとみ - ノブ - 斉藤とも子 - キヨ - 池谷のぶえ - 武夫 - みのすけ - 福島 - 上田耕一 - 多恵 - 梶原みなみ | テヘラン邦人救出劇編 - ムラト - ケナン・エジェ - 春海 - 忽那汐里 - 野村 豊 - 永島敏行 - 木村 - 宅間孝行 - 竹下 - 螢雪次朗 - 山元 - 金子昇 - 矢野 - 辻本祐樹 - 宮本 - 高田敏江 - 木村裕之 - 若林瑠海 - 木村美知 - 高野あゆ美 - マフムト - ハック・ハルク・ジョメルト - トゥルグト・オザル - デニズ・オラル - イフサン ペケル - アルペル ドュゼン - ミュゲ・サヤル - イエリズ・チェレビ - ジャン - エライ・アヤズ |

## スタッフ
- 製作 - 須藤泰司、木下直哉、間宮登良松、中村理一郎、藪下維也、近藤哲、木本敬巳、吉村和文、西本博嗣、松田陽三、沖中進、広田勝己、岸本一朗、本間雅之、板倉均
- エグゼクティブプロデューサー - 村松秀信
- プロデューサー - 天野和人、大原詔久、大谷亮介、小沢禎二、冨永理生子
- 企画・監督 - 田中光敏
- 脚本 - 小松江里子
- 撮影監督 - 永田鉄男（A.F.C.）
- 撮影 - 会田正裕（J.S.C.）
- 美術 - 花谷秀文
- 編集 - 川島章正
- 録音・整音 - 松陰信彦
- 音響効果 - 柴崎憲治
- 特撮監督 - 佛田洋
- VFXスーパーバイザー - 野口光一
- 音楽 - 大島ミチル
- スチール - 奈良則孝
- 配給 - 東映
- 製作プロダクション - 東映東京撮影所、東映京都撮影所、クリエイターズユニオン、ビョジェク ヤプム
- 製作 - Ertugrul Film Partners（「海難1890」製作委員会：東映、木下グループ、東映ビデオ、電通、ytv、クリエイターズユニオン、ぴあ、イノベーションデザイン、ノーリツ鋼機、読売新聞、ABC[注 1]、毎日新聞、BSフジ、MXエンターテインメント、北日本新聞）

## 製作

### 企画

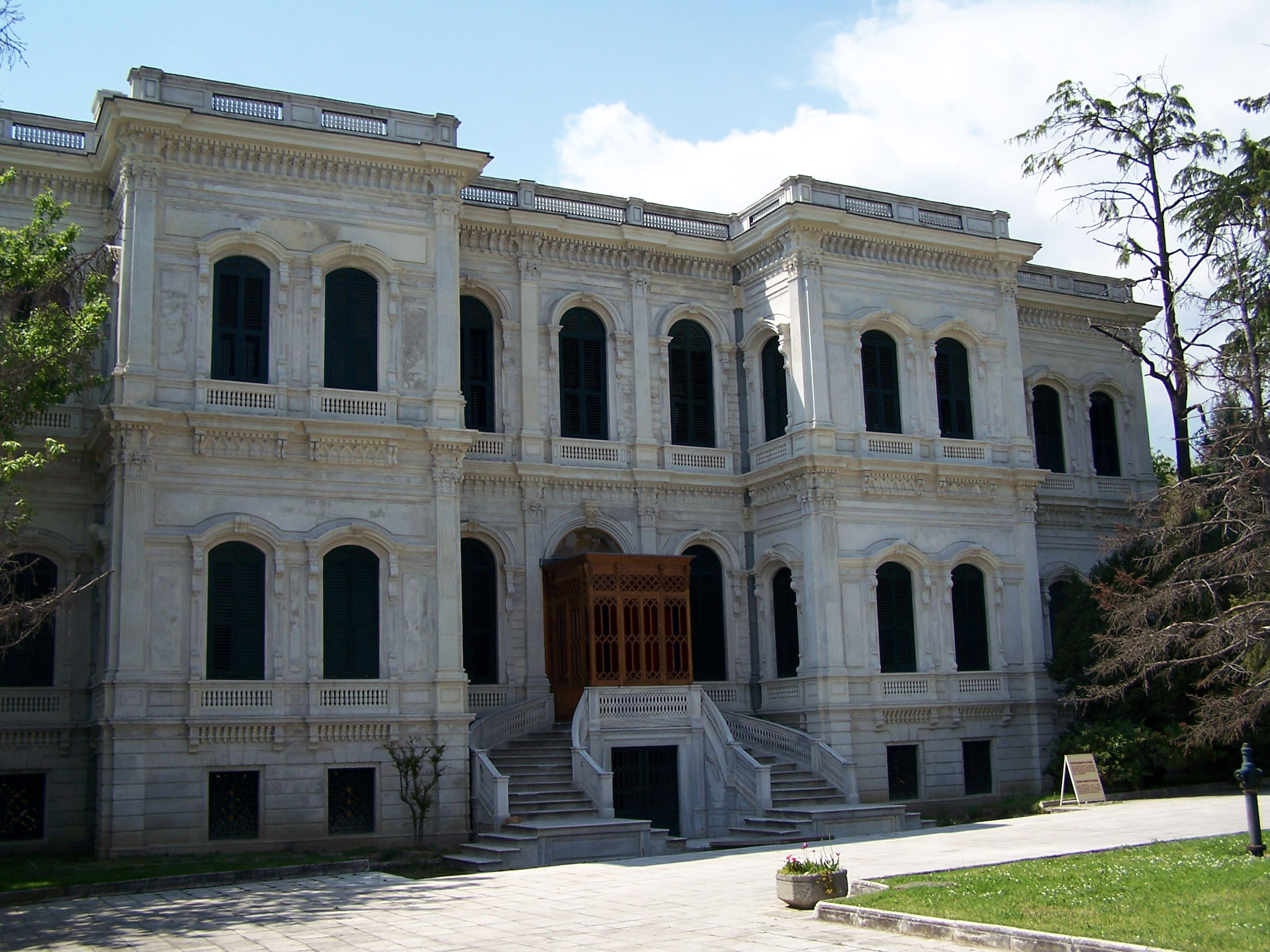
ユルドゥズ宮殿。エルトゥールル号を派遣したトルコ皇帝アブデュルハミト2世の居城

本作は、2005年に串本町長の田嶋勝正が、大阪芸術大学時代の同窓生だった田中光敏に、映画化を提案したことがきっかけとなり企画された。田嶋が映画化を提案するきっかけとなったのは、2001年に町長室の「開かずの金庫」からエルトゥールル号遭難事件のトルコ人遭難者の診断書とトルコ帝国政府へ宛てた手紙を発見したことだと語っている。手紙には治療費の支払いを申し出たトルコ帝国政府に対し、治療費の受け取りを断り、トルコ人遭難者の援助を求める旨が書かれており、手紙の内容に感動した田嶋が田中に映画化を提案した。田中は提案を受けた当初は難色を示したが、最終的には映画化を了承し、トルコとの合作を計画した。
2010年、田中は田嶋、和歌山県知事の仁坂吉伸と共にトルコを訪問し合作を提案したが、当時のトルコでは「合作映画はトルコ人が監督を務める」という法律が存在したため、田中が監督を務められない事態になった。これに対し、トルコ文化観光大臣エルトゥールル・ギュナイが「君がラッキーなのは私の名前が“エルトゥールル・ギュナイ”ということだ」と述べ協力を約束し、2011年には法律が改正され田中が監督を務められるようになった。また、文化観光省が後援に名乗りを挙げることになり、トルコ側の供出する製作費も当初予定の20万ドルから700万ドルに増額された。
2012年、文化観光省の働きかけを受け日本国外務省が後援に入り、2013年10月には、会談した内閣総理大臣安倍晋三とトルコ首相レジェップ・タイイップ・エルドアン（2014年8月に大統領に就任）との間で合作について議論された。田中は合作にこぎ着けるまで10回以上に渡りトルコを訪問し、最終的に1,500万ドル以上の製作費をかけて製作させることになった。
2014年1月、『エルトゥールル』の仮題で製作が発表され、同月に会談した安倍とエルドアンとの間で合作することに合意した。日本での撮影は12月から和歌山県串本町と東映京都撮影所で行われ、2015年7月からはトルコでの撮影も行われた。また、エルトゥールル号海難事故編には事件の際にトルコ人遭難者の救助に加わった串本町民の子孫がエキストラとして、テヘラン邦人救出劇編には邦人救出に向かったトルコ航空の客室乗務員の娘が客室乗務員役として出演している。
2015年1月、タイトルが『海難1890』に正式決定し、内野聖陽と忽那汐里が主演・ヒロインを演じることが発表され、同時に3月に発足する「『海難1890』を成功させる会」の最高顧問に安倍が就任することも発表された。内野は出演について、「次の世代に残すものに参加させていただきたいと、2つ返事でお受けしました」とコメントしている。また、ケナン・エジェも出演について、「両国にとって意義のある映画に出演することができて幸せ。さらに両国の友好関係を深める作品をつくりたい」とコメントしている。4月28日、トルコ映画史上初となるイスタンブールのユルドゥズ宮殿での製作発表会見が行われた。7月9日にクランクアップ報告会見が行われ、安倍・エルドアンからビデオメッセージが寄せられた。

### キャンペーン
2015年12月3日、日本・トルコ友好125周年と本作の公開を記念して、串本町沖の海中に高さ2,8メートルのトルコランプが設置された。また、ターキッシュ エアラインズ（旧トルコ航空）のエアバスA330-200のうち1機（機体記号：TC-JNC 2006年5月就航）に、在外日本人救出時と同じデザインを復刻の上、「KUSHIMOTO（串本）号」と命名して、イスタンブル〜関西国際空港線に投入された。

## 公開
串本町では、町内の小学生・中学生に、本作を自己負担なしで鑑賞してもらうため、映画館での鑑賞代などの関連予算を町議会に提案した。また、和歌山県教育委員会は「古里和歌山の先人の偉業や真心を感じてほしい」として、和歌山県内の高校40校で本作を上映し、高校生に本作を鑑賞させる方針を和歌山県議会に提案するとしている。
2015年11月13日、ユルドゥズ宮殿で本作の約30分特別上映が行われ、安倍・エルドアンが揃って鑑賞した。東映は「日土合作とはいえ、両国のトップが一つの作品を鑑賞することは極めて異例のこと」と述べている。また、田中監督、共演のケナン・エジェ、メリス・ババダーも出席した。
11月28日には大阪の近畿大学で特別試写会が開催され、主演の忽那汐里、企画・監督の田中光敏による舞台挨拶が行われた。エグゼクティブプロデューサーの村松秀信、製作委員の一員であるノーリツ鋼機の代表取締役社長CEO(当時)だった西本博嗣が同大学の卒業生だった事に加え、近畿大学校友会名誉会長の世耕弘成が『海難1890』を成功させる会メンバーだった事による開催であり、3名のトークセッションも行われた。
日本では12月5日に全国309スクリーンで公開され、トルコでも12月25日より300スクリーン規模で公開される。日本では12月5日・6日の2日間で観客動員8万8,295人、興行収入1億503万3,900円を記録し、国内映画ランキング（興行通信社調べ）で初登場第4位となった。また、舞台となった和歌山県では、初日の観客動員・興行収入共に2015年中第1位を記録した。
2016年6月19日には第5回トロント日本映画祭にて、460名の観客の前で、カナダプレミアが行われた。田中監督と田嶋町長が映像メッセージと共に参加した上映に対し、カナダのメディアは多大な関心を示した。カナダのテレビでは、様々な文化プログラムにおいて、この上映が取り上げられ、日本とトルコの友情がテーマとなった。

## 受賞歴
| 年   | 映画賞                 | 賞               | 対象       | 結果       |
| ---- | ---------------------- | ---------------- | ---------- | ---------- |
| 2016 | 第39回日本アカデミー賞 | 最優秀美術賞     | 花谷秀文   | 受賞       |
| 2016 | 第39回日本アカデミー賞 | 最優秀録音賞     | 松陰信彦   | 受賞       |
| 2016 | 第39回日本アカデミー賞 | 最優秀作品賞     | 海難1890   | ノミネート |
| 2016 | 第39回日本アカデミー賞 | 最優秀監督賞     | 田中光敏   | ノミネート |
| 2016 | 第39回日本アカデミー賞 | 最優秀脚本賞     | 小松江里子 | ノミネート |
| 2016 | 第39回日本アカデミー賞 | 最優秀主演男優賞 | 内野聖陽   | ノミネート |
| 2016 | 第39回日本アカデミー賞 | 最優秀音楽賞     | 大島ミチル | ノミネート |
| 2016 | 第39回日本アカデミー賞 | 最優秀撮影賞     | 永田鉄男   | ノミネート |
| 2016 | 第39回日本アカデミー賞 | 最優秀照明賞     | 安藤清人   | ノミネート |
| 2016 | 第39回日本アカデミー賞 | 最優秀編集賞     | 川島章正   | ノミネート |